# Pritschaly (Kaliningrad)
Pritschaly (russisch Причалы, deutsch Inse, litauisch Insė) ist ein Ort am Kurischen Haff in der russischen Oblast Kaliningrad. Er gehört zur kommunalen Selbstverwaltungseinheit Stadtkreis Slawsk im Rajon Slawsk.

## Geographische Lage
Pritschaly liegt 30 Kilometer nordwestlich der Kreisstadt Slawsk (Heinrichswalde) und ist Endpunkt einer Nebenstraße, die südlich von Prochladnoje (Kallningken, 1938 bis 1946 Herdenau) von der Straße Malyje Bereschki (Neu Lappienen, 1938 bis 1946 Rautersdorf)–Prochladnoje abzweigt. Eine Bahnanbindung besteht nicht.

## Geschichte
Das Haffdorf Inse lag zu beiden Seiten des gleichnamigen Flüsschens (heutiger Name: Chlebnaja), das wenige hundert Meter später in das Kurische Haff (russisch: Kurschski saliw) mündet. Die Inse war nur einen Kilometer lang und entstand aus dem Zusammenfluss von Griebe (heute russisch: Promyslowaja) und Pait (russisch: Chlebnaja).
Das Dorf Inse zählte zu den ältesten Fischersiedlungen am Haff. Bis 1930 unterschied man  die eigenständigen Gemeinden Alt Inse im Norden und Groß Inse im Süden, weiter nördlicher lag die Försterei Klein Inse, die seit 1910 nach Tawellningken, Forst (1938 bis 1946: Tawellenbruch, Forst) gehörte. Die beiden Gemeinden schlossen sich am 1. Juli 1930 zur neuen Landgemeinde Inse zusammen. Bis zu der Zeit vor 1945 lebte die Bevölkerung vor allem von der Fischerei, aber auch der Gemüseanbau war von großer Bedeutung.
Dem Schiffsanleger von Inse kam noch eine besondere Bedeutung zu: immer wenn Kaiser Wilhelm II. sich zur Jagd in die sechs Kilometer entfernte Förstetei Pait (heute ein Teil von Chrustalnoje) begab, fuhr er mit seiner Staatsyacht nach Inse und stieg dann in den Jagdwagen um. Das Dorf bereitete ihm stets einen großen Empfang. Letzter Nutzer des Jagdhauses Pait zur Elchjagd war Reichsjägermeister Hermann Göring.
In Folge des Zweiten Weltkrieges kam Inse 1945 mit dem nördlichen Ostpreußen zur Sowjetunion. Der Ort erhielt 1947 die russische Bezeichnung „Pritschaly“ und wurde gleichzeitig in den Dorfsowjet Saliwenski selski Sowet im Rajon Slawsk eingegliedert. Seit 1965 gehörte der Ort zum Prochladnenski selski Sowet. Von 2008 bis 2015 gehörte Pritschaly zur Landgemeinde Jasnowskoje selskoje posselenije und seither zum Stadtkreis Slawsk.
Nur noch wenige alte Fischerhäuser sind vorhanden neben mehreren im sozialistischen Stil errichteten Neubauten. Der ehemalige Friedhof des Dorfes, der sich auf einem Sandhügel in der Nähe des Jagdhauses Pait befand, ist noch vorhanden und wird von der Pait-Stiftung sowie ehemaligen Inser und Paiter Bürgern, die heute in der Grafschaft Bentheim bzw. Berlin leben, wieder als Stätte des Gedenkens hergerichtet.

### Einwohnerentwicklung
| Jahr | Einwohner | Bemerkungen                     |
| ---- | --------- | ------------------------------- |
| 1910 | 585       | Alt Inse und Groß Inse zusammen |
| 1933 | 476       |                                 |
| 1939 | 543       |                                 |
| 2002 | 136       |                                 |
| 2010 | 123       |                                 |

### Amtsbezirk Inse (1874–1945)
Am 26. März 1874 wurde der Amtsbezirk Inse errichtet, der bis 1945 bestand und zum Kreis Niederung (1939 bis 1945 „Kreis Elchniederung“) im Regierungsbezirk Gumbinnen der preußischen Provinz Ostpreußen gehörte. Ihm gehörten anfangs elf, später nur noch drei Orte an:
| Name                            | Russischer Name | Bemerkungen                                                                                     |
| ------------------------------- | --------------- | ----------------------------------------------------------------------------------------------- |
| Alt Inse                        | Pritschaly      | 1930 in die Landgemeinde Inse eingegliedert                                                     |
| Augstutt                        |                 |                                                                                                 |
| Groß Inse                       | Pritschaly      | 1930 in die Landgemeinde Inse eingegliedert                                                     |
| Ibenhorst, Forst                |                 | 1886 in die Landgemeinde Alt Inse eingegliedert                                                 |
| Klein Inse                      |                 | 1910 in den Gutsbezirk Tawellningken, Forst, eingegliedert                                      |
| Kurrenberg                      |                 | 1876 in die Landgemeinde Matzgirren eingegliedert                                               |
| Löckerorth                      |                 |                                                                                                 |
| Loye                            | Rybatschje      |                                                                                                 |
| Matzgirren, 1938–46: Kurrenberg | Chlebnoje       | 1934 in den Amtsbezirk Lappienen umgegliedert                                                   |
| Pait                            |                 | 1929 in die Landgemeinde Kurrenberg, 1934 in den Gutsbezirk Tawellningken, Forst, eingegliedert |
| Tawe                            | Saliwino        |                                                                                                 |

Am 1. Januar 1945 bestand der Amtsbezirk Inse noch aus den Gemeinden Inse, Loye und Tawe.

## Kirche

### Kirchengebäude
Ein erstes Gotteshaus erhielt Inse bereits im Jahre 1576. Nach etwas mehr als hundert Jahren wurde um 1700 ein Neubau erforderlich, und es entstand ein achteckiger Zentralbau aus Holz mit kleinem Turm, der – später blau angestrichen – eindrucksvoll am Flussufer gelegen war. Der Innenraum hatte eine flache Decke, die auf toskanischen Säulen ruhte. In der Mitte stand ein achteckiger granitener Taufstein aus dem 17. Jahrhundert. Das Gebäude kam gut durch den Krieg. Allerdings wurde es 1964 eingerissen und abgeräumt. Heute fehlt von der Kirche jede Spur.

### Kirchengemeinde
Eine eigene Kirchengemeinde wurde in Inse im Jahre 1570 gegründet. Bis darin gehörte das Dorf mit seinen Nachbarorten zur Kirche Kunzen auf der Kurischen Nehrung (heute russisch: Kurschskaja kossa). Bis 1684 war die Gemeinde eigenständig, danach wurde sie eine Filialkirche der Kirche Kallningken (der Ort hieß 1938 bis 1946: Herdenau, heute russisch: Prochladnoje). Im Jahre 1810 wurde die Gemeinde erneut selbständig und galt bis 1945 als das älteste Kirchspiel im Kreis Niederung.
Das Kirchspiel Inse zählte 1925 etwa 1000 Gemeindeglieder, die in sechs Ortschaften entlang der Haffküste lebten. Bis 1945 war es Teil des Kirchenkreises Niederung (Elchniederung) innerhalb der Kirchenprovinz Ostpreußen der Kirche der Altpreußischen Union. Heute liegt Pritschaly im Einzugsbereich der evangelisch-lutherischen Kirchengemeinde in Slawsk (Heinrichswalde) in der Propstei Kaliningrad (Königsberg) der Evangelisch-lutherischen Kirche Europäisches Russland.